# 硫钌矿
硫钌矿是一种黑色不透明矿物，为金属钌的硫化物矿物，化学式为RuS2，晶体属立方晶系黄铁矿族结构。在世界各地均有分布，但十分稀少。
其莫氏硬度为7.5，比重为6.43。有时矿石中也含有锇、铑、铱和铁元素，硫元素以二硫离子S2−
2形式存在，因此钌为二价离子。

## 发现
硫钌矿由Wöhler于1866年在马来西亚婆罗洲发现，并以其挚友美国化学家Charles A. Joy的妻子名字Laurie命名。其天然存在于超镁铁质岩浆堆晶矿床以及衍生的沉积砂矿床中。并常和硫铂矿、硫镍钯铂矿、砷铂矿等铂族元素矿物以及铬铁矿伴生出现。
合成的RuS2在工业上是一种很好的加氢脱硫催化剂。